# Ažbe Jug
Ažbe Jug (Maribor, 3 maart 1992) is een Sloveens voetballer die als doelman voor NK Maribor speelt.

## Carrière
Ažbe Jug speelde in zijn geboorteland in de jeugd van NK Pohorje en NK Maribor, waarna hij in 2009 naar Interblock Ljubljana vertrok. Hiermee degradeerde hij in zijn eerste seizoen uit de 1.SNL naar de 2.SNL. In de winterstop van het seizoen 2010/11 vertrok hij naar Girondins de Bordeaux, waar hij reservekeeper werd en vooral in het tweede elftal speelde.
Hij debuteerde in de Ligue 1 voor Bordeaux op 22 maart 2014, in de met 1-1 gelijkgespeelde thuiswedstrijd tegen OGC Nice. In 2015 vertrok hij naar Sporting Lissabon, waar hij ook reservekeeper was en slechts in één wedstrijd in actie kwam. Dit was in de met 0-1 gewonnen uitwedstrijd in de Taça da Liga tegen FC Arouca op 21 januari 2016. Op de laatste dag van de transferperiode van de zomer van 2017 vertrok hij bij Sporting Lissabon, waarna hij tot de winterstop van 2018/19 clubloos was.
Na een stage tekende hij een contract voor anderhalf jaar bij Fortuna Sittard, als vervanger voor de langdurig geblesseerde derde keeper Rowen Koot. Hij debuteerde voor Fortuna op 31 oktober 2019, in de met 3-0 gewonnen bekerwedstrijd tegen ADO Den Haag. In 2020 vertrok hij bij Fortuna en keerde hij terug naar NK Maribor.

### Statistieken

#### Beloften
| Seizoen                       | Club                     | Land            | Competitie      | Competitie | Competitie | Overig | Overig | Totaal | Totaal |
| Seizoen                       | Club                     | Land            | Competitie      | Wed.       | Dlp.       | Wed.   | Dlp.   | Wed.   | Dlp.   |
| ----------------------------- | ------------------------ | --------------- | --------------- | ---------- | ---------- | ------ | ------ | ------ | ------ |
| 2011/12                       | Girondins de Bordeaux II | Frankrijk       | CFA             | 18         | 0          | –      | –      | 18     | 0      |
| 2012/13                       | Girondins de Bordeaux II | Frankrijk       | CFA             | 15         | 0          | –      | –      | 15     | 0      |
| 2013/14                       | Girondins de Bordeaux II | Frankrijk       | CFA             | 9          | 0          | –      | –      | 9      | 0      |
| 2014/15                       | Girondins de Bordeaux II | Frankrijk       | CFA             | 8          | 0          | –      | –      | 8      | 0      |
| 2016/17                       | Sporting Lissabon II     | Portugal        | Segunda Liga    | 3          | 0          | –      | –      | 3      | 0      |
| Totaal beloften               | Totaal beloften          | Totaal beloften | Totaal beloften | 53         | 0          | 0      | 0      | 53     | 0      |
| Bijgewerkt op 20 januari 2021 |                          |                 |                 |            |            |        |        |        |        |

#### Senioren
| Seizoen                                                                              | Club                  | Land            | Competitie      | Competitie | Competitie | Beker | Beker | Overig* | Overig* | Totaal | Totaal |
| Seizoen                                                                              | Club                  | Land            | Competitie      | Wed.       | Dlp.       | Wed.  | Dlp.  | Wed.    | Dlp.    | Wed.   | Dlp.   |
| ------------------------------------------------------------------------------------ | --------------------- | --------------- | --------------- | ---------- | ---------- | ----- | ----- | ------- | ------- | ------ | ------ |
| 2009/10                                                                              | Interblock Ljubljana  | Slovenië        | 1.SNL           | 10         | 0          | 1     | 0     | 2       | 0       | 13     | 0      |
| 2010/11                                                                              | Interblock Ljubljana  | Slovenië        | 2.SNL           | 14         | 0          | 3     | 0     | –       | –       | 17     | 0      |
| 2010/11                                                                              | Girondins de Bordeaux | Frankrijk       | Ligue 1         | 0          | 0          | 0     | 0     | 0       | 0       | 0      | 0      |
| 2011/12                                                                              | Girondins de Bordeaux | Frankrijk       | Ligue 1         | 0          | 0          | 0     | 0     | 0       | 0       | 0      | 0      |
| 2012/13                                                                              | Girondins de Bordeaux | Frankrijk       | Ligue 1         | 0          | 0          | 0     | 0     | 0       | 0       | 0      | 0      |
| 2013/14                                                                              | Girondins de Bordeaux | Frankrijk       | Ligue 1         | 1          | 0          | 0     | 0     | 0       | 0       | 1      | 0      |
| 2014/15                                                                              | Girondins de Bordeaux | Frankrijk       | Ligue 1         | 2          | 0          | 0     | 0     | 1       | 0       | 3      | 0      |
| 2015/16                                                                              | Sporting Lissabon     | Portugal        | Primeira Liga   | 0          | 0          | 0     | 0     | 1       | 0       | 1      | 0      |
| 2016/17                                                                              | Sporting Lissabon     | Portugal        | Primeira Liga   | 0          | 0          | 0     | 0     | 0       | 0       | 0      | 0      |
| 2017/18                                                                              | Sporting Lissabon     | Portugal        | Primeira Liga   | 0          | 0          | 0     | 0     | 0       | 0       | 0      | 0      |
| 2018/19                                                                              | Fortuna Sittard       | Nederland       | Eredivisie      | 0          | 0          | 0     | 0     | –       | –       | 0      | 0      |
| 2019/20                                                                              | Fortuna Sittard       | Nederland       | Eredivisie      | 0          | 0          | 2     | 0     | –       | –       | 2      | 0      |
| 2020/21                                                                              | NK Maribor            | Slovenië        | 1.SNL           | 18         | 0          | 1     | 0     | 1       | 0       | 20     | 0      |
| Totaal senioren                                                                      | Totaal senioren       | Totaal senioren | Totaal senioren | 45         | 0          | 7     | 0     | 5       | 0       | 57     | 0      |
| Carrièretotaal                                                                       | Carrièretotaal        | Carrièretotaal  | Carrièretotaal  | 98         | 0          | 7     | 0     | 5       | 0       | 110    | 0      |
| *Bevat wedstrijden uit de play-offs van de 1.SNL, Coupe de la Ligue en Taça da Liga. |                       |                 |                 |            |            |       |       |         |         |        |        |
| Bijgewerkt op 20 januari 2021                                                        |                       |                 |                 |            |            |       |       |         |         |        |        |